# Виргинский опоссум
Вирги́нский опо́ссум (лат. Didelphis virginiana) — млекопитающее из инфракласса сумчатых, обитающее в Северной Америке к северу от Коста-Рики. В некоторых литературных источниках используют также другое русское название вида: «северный опоссум».

## Название
Родовое название «опоссум» происходит от wapathemwa, названия виргинского опоссума на одном из алгонкинских языков. Позднее это название было присвоено всем представителям отряда опоссумов (Didelphimorphia). Научное название рода Didelphis имеет греческие корни: δίς (dis) — «два» и δελφύς (delphys) — «матка, утроба», — и связано с тем, что у самок опоссумов, как и всех прочих сумчатых, матка является двойной. Латинизированное видовое название virginiana означает «из Виргинии» — именно в штате Виргиния был найден и описан первый образец виргинского опоссума.

## Внешний вид
Виргинский опоссум — млекопитающее сравнительно плотного и тяжёлого сложения, размером с домашнюю кошку. Длина тела — от 33 до 55 см, длина хвоста — 25—54 см. Масса взрослого животного варьирует в пределах от 1,9 до 6 кг, причём самцы крупнее и тяжелее, чем самки (обычно масса самца составляет 2,1—2,8 кг, самки — 1,9—2,1 кг). Морда у виргинского опоссума удлинённая и заострённая, снабжена длинными вибриссами. Уши сравнительно короткие, голые, чёрные, с более светлыми кончиками. Конечности короткие; на лапах по 5 пальцев. Походка стопоходящая. Большой палец задних конечностей лишён когтя и сильно противопоставлен остальным. Подошвы голые. Хвост почти голый, длинный, хватательного типа, приспособленный для лазания. Выводковая сумка открывается назад. Среднее число сосков у самок — 13, хотя может быть от 9 до 17.
Общая окраска меха и кожи у виргинского опоссума обладает региональной изменчивостью. Как правило, окраска их меха сероватая, иногда красноватая или буроватая; изредка попадаются особи-меланисты (или, напротив, альбиносы). На морде мех значительно светлее, чем на остальном теле (в типичных случаях — серовато-белый). Волосяной покров довольно длинный, подшерсток короткий и мягкий. У северных популяций подшерсток густой, его волоски окрашены в белый цвет, иногда с чёрными кончиками; остевые волосы серые. У южных популяций подшерсток реже, остевые волосы окрашены темнее; в целом, окрас южных особей более тёмный. Пальцы и кончики ушей светлее у северных популяций и темнее у южных; у последних пигментация кожи хвоста распространяется за его обволосённую часть.

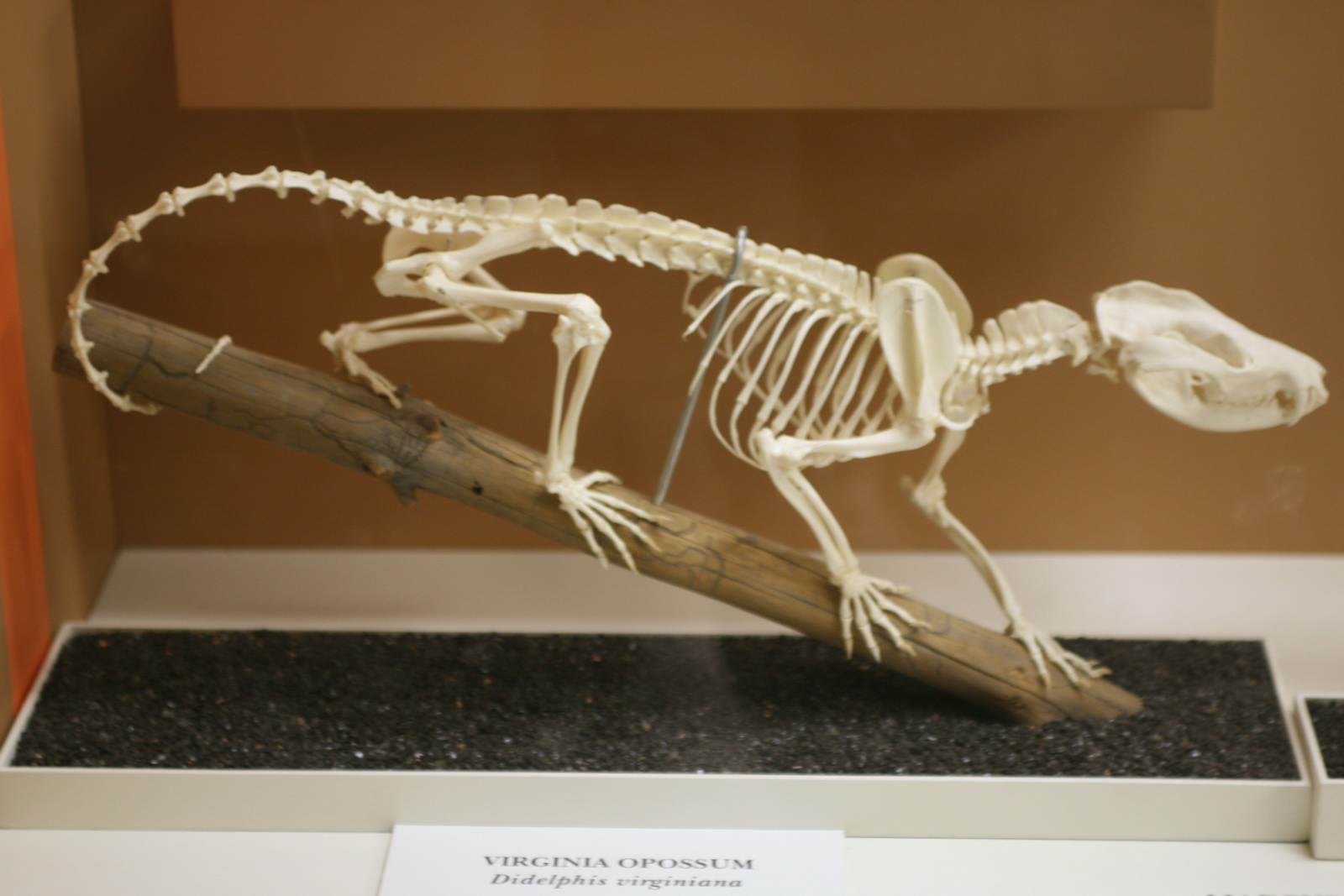
Скелет виргинского опоссума

Череп примитивный, с небольшой черепной коробкой. Зубов 50; зубная формула такова:
{\displaystyle I{5 \over 4}C{1 \over 1}P{3 \over 3}M{4 \over 4}\,\,,}
где {\displaystyle I} — резцы (incisivi), {\displaystyle C} — клыки (canini), {\displaystyle P} — предкоренные (praemolares) и {\displaystyle M} — истинные коренные (molares).
Количество позвонков: 7 шейных, 13 грудных, 6 поясничных и 26—29 хвостовых.
Обычная температура тела: 35—35,5 °C. Нормальная частота сердцебиений — около 200 ударов в минуту. Уровень основного обмена веществ у виргинского опоссума — один из самых низких, зафиксированных у млекопитающих (0,15 мл O2/г веса/ч для 3,5-килограммовой особи).
Кариотип: 22 хромосомы (2n).

## Распространение
Виргинский опоссум — единственный вид сумчатых, обитающий в Америке к северу от Рио-Гранде. Он широко распространен от южной Канады (северо-запад провинции Онтарио) до Мексики и Центральной Америки (Гватемала, Белиз, Сальвадор, Гондурас, Никарагуа, Коста-Рика). Природный ареал виргинского опоссума занимает восточную часть США вплоть до Скалистых гор. К моменту прибытия в Северную Америку первых колонистов данный вид не встречался севернее Пенсильвании, но в 1858 году его обнаружили уже в Онтарио, а в 1900 году — в Новой Англии. По мере развития сельского хозяйства виргинский опоссум продвигался на запад — на Великие равнины; в 1890 году его уже встречали в Калифорнии, а вскоре он заселил всё тихоокеанское побережье США. В настоящее время ареал виргинского опоссума продолжает расширяться к северу, хотя холода ограничивают это продвижение.
Виргинский опоссум водится в следующих:
- провинциях Канады — Британская Колумбия, Онтарио,
- штатах США — Мэн, Вермонт, Нью-Йорк, Нью-Гэмпшир, Массачусетс, Коннектикут, Род-Айленд, Нью-Джерси, Пенсильвания, Мэриленд, Делавэр, округ Колумбия, Виргиния, Западная Виргиния, Северная Каролина, Южная Каролина, Джорджия, Флорида, Алабама, Миссисипи, Луизиана, Техас, Нью-Мексико, Колорадо, Теннесси, Кентукки, Огайо, Мичиган, Индиана, Висконсин, Миннесота, Айова, Иллинойс, Миссури, Арканзас, Оклахома, Канзас, Небраска, Северная Дакота, Южная Дакота, Вайоминг, Айдахо, Вашингтон, Орегон, Калифорния, Аризона[10].

### Подвиды
Выделено 4 подвида виргинского опоссума:
- D. v. virginiana  Kerr, 1792,
- D. v. pigra  Bangs, 1898 (Флорида, Джорджия, Алабама, Миссисипи, Луизиана, Техас),
- D. v. californica  Bennett, 1833 (Мексика, Центральная Америка; в течение XX века распространился на север и запад по территории западных штатов США),
- D. v. yacatanensis  Allen, 1901 (Юкатан)[8].

### Палеонтологическая история
Ископаемые остатки представителей рода Didelphis известны в Южной Америке с плиоцена, однако в Северной Америке они не появляются вплоть до эемского (сангамонского) межледниковья в плейстоцене. Ископаемые остатки вида Didelphis virginiana известны после вюрмского (висконсинского) периода оледенения. Судя по ним, до европейской колонизации северная граница ареала виргинского опоссума проходила по северной части Западной Виргинии и северному Огайо.

## Образ жизни и питание

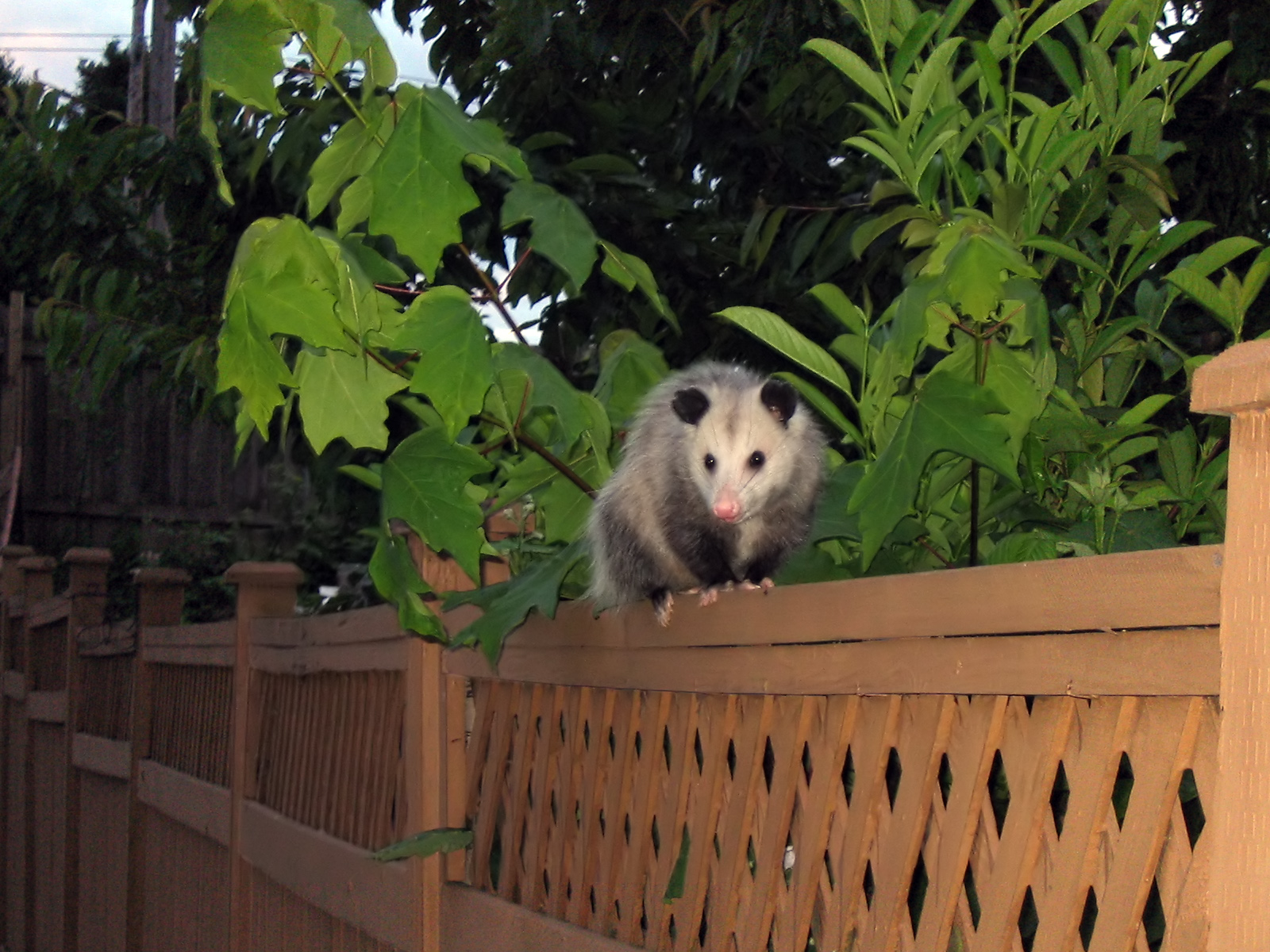
Виргинский опоссум осваивает городскую среду обитания

Виргинские опоссумы населяют разнообразные местообитания, от сравнительно засушливых местностей до приморских районов, однако в целом предпочитают придерживаться влажных облесённых участков, особенно зарослей по берегам водоёмов и болот. Легко адаптируются к присутствию людей. На отдых обычно устраиваются в дуплах деревьев, в кучах валежника, мусора, в населённых районах — в заброшенных строениях и подземных коммуникациях. Сами нор не роют, пользуются чужими пустующими логовами; как правило, их занимают самки для выводковых гнёзд. Однако отсутствие доступных нор распространение опоссумов не ограничивает.
Виргинский опоссум ведёт преимущественно наземный образ жизни, хотя отлично лазает, используя хватательный хвост в качестве дополнительной точки опоры. В своих убежищах сооружает из свежей листвы и травы гнёзда, пользуясь хвостом при перетаскивании строительного материала.
Виргинские опоссумы — территориальные животные, хотя, предположительно, ведут частично бродячий образ жизни, оставаясь на одной территории не более 6 месяцев. Исследования показали, что типичный участок обитания опоссума имеет скорее вытянутую, чем округлую форму, следуя вдоль течения реки или ручья. Его площадь варьирует от 0,12 до 23,47 га, в среднем равняясь 4,65 га (Техас), однако может занимать до 254 га. Опоссумы ведут одиночный образ жизни; социальные связи развиты слабо — за исключением репродуктивного поведения, взрослые особи демонстрируют по отношению друг к другу враждебность. Хотя самок удается содержать в неволе группами, взрослые самцы неизменно вступают в схватки, обычно заканчивающиеся смертью более слабой особи. Агрессивное поведение включает агрессивные вокализации (шипение, визги), демонстрацию оскаленных зубов и физический контакт. Более слабый противник может впадать в кататонию.
По сравнению с другими млекопитающими опоссумы выглядят довольно медлительными и неуклюжими. При беге они развивают скорость до 7,4 км/ч. Лазают с помощью противопоставленных больших пальцев и хватательного хвоста, а также неплохо, хотя и медленно (со скоростью до 1,1 км/ч), плавают. В воду бросаются в случае опасности, без труда покрывая расстояние до 100 м. При серьёзной опасности опоссумы «притворяются» мёртвыми (в действительности, данная реакция на сильный стресс является непроизвольной), хотя могут демонстрировать и агрессивное поведение. Сильно напуганный опоссум входит в каталептическое состояние, которое может продлиться от нескольких минут до 6 часов. «Притворяясь мёртвым», опоссум падает на землю, сворачиваясь клубком и поджимая конечности; на прикосновения он не реагирует, а лежит на боку с приоткрытой пастью и вывалившимся языком (физиологически такое состояние напоминает обморок у человека). При этом мышцы его расслабляются, а анальные железы выделяют зловонный зеленоватый секрет.
За шерстью опоссумы ухаживают с помощью пальцев задних конечностей (кроме большого), вычёсывая ими паразитов. Они умывают мордочку передними лапами, подобно кошкам.
Активны опоссумы исключительно по ночам, отправляясь на поиски корма после заката. Пик активности весной и летом приходится на время между 23 и 2 ч. ночи. Дневное время виргинский опоссум проводит в убежищах. Поздней осенью и зимой его активность заметно снижается, особенно в периоды сильных заморозков, однако в спячку виргинские опоссумы не впадают. К этому времени опоссум накапливает запасы жира.

### Рацион

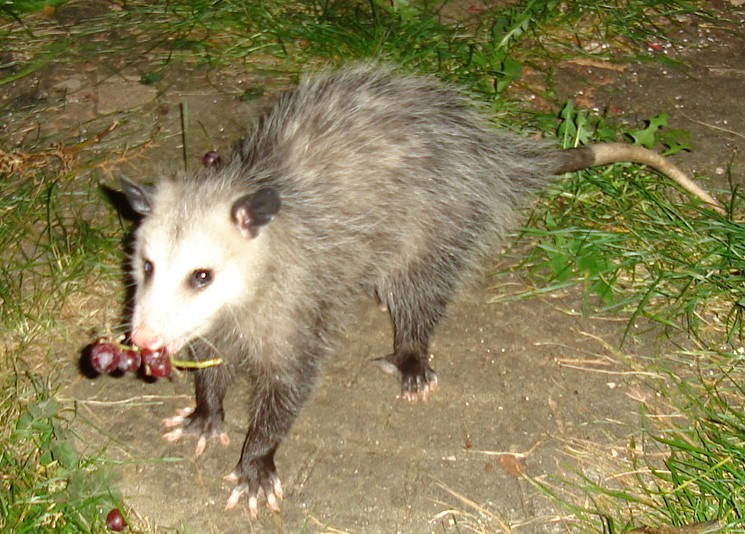
Виргинский опоссум нашёл виноградную гроздь

Виргинский опоссум всеяден. Большую часть его рациона составляют насекомые и другие беспозвоночные. Он ест также фрукты, ракообразных, улиток, червей, лягушек, саламандр, мёртвых рыб и прочую падаль, мышей, змей, птичьи яйца, а иногда — даже птиц и кроликов. В населённых местностях охотно роется в выброшенном мусоре.
В неволе, при плохих условиях содержания опоссумы склонны к каннибализму, поедая раненных и ослабленных особей. В природе они подобного поведения не демонстрируют.

### Размножение
Период размножения у виргинского опоссума длителен и продолжается с января или февраля по июнь-июль. Пики репродуктивной активности приходятся на конец января — конец марта и на середину мая — начало июля. Эстральный период у самок продолжается 22—38 дней; спаривание происходит вскоре после того, как самка входит в течку. Сразу после него самка снова начинает вести себя агрессивно и прогоняет самца.
Оплодотворение происходит в обеих матках, хотя овуляция может задерживаться на 4 дня после коитуса. Из каждого яичника в среднем высвобождается по 11 яйцеклеток (0,75 мм диаметром), оплодотворение происходит в фаллопиевых трубах. Через 24 часа оплодотворённые яйцеклетки попадают в матку. Плацента не формируется, однако эмбрион окружают складки маточной стенки. Тесный контакт хориона и кровеносных сосудов слизистой матки позволяет питательным веществам перемещаться из кровеносного русла матери к зародышам. Роды у виргинского опоссума происходят с февраля по июль.
Беременность у виргинского опоссума длится 13 дней. В северной части ареала у опоссумов бывает 1 выводок в год; в остальной части ареала — 2 выводка в год, изредка — 3. Обычно выводок состоит из 8—18 детёнышей (хотя наблюдались случаи появления сразу 56 новорождённых); однако самка имеет всего 13 сосков, так что часть новорождённых не выживает. В результате на момент выхода детёнышей из сумки их количество обычно составляет 8—9 детёнышей в северных районах и 6—7 — в южных.
Детёныши рождаются сильно недоношенными, весом всего 0,13 г и длиной 14 мм. По виду они больше напоминают эмбрионы, чем сформировавшихся животных. Сразу после рождения они с помощью развитых коготков на передних лапах переползают в сумку матери, где прикрепляются к соскам. Когда детёныш начинает сосать, сосок разбухает и полностью заполняет ему рот. Детёныши остаются прикреплёнными к соскам до 50—65 дней жизни, что примерно сравнимо с продолжительностью беременности у плацентарного млекопитающего схожего размера. Через 2 месяца после родов у детёнышей появляется шерсть и открываются глаза, а ещё дней через 5—10 они начинают передвигаться самостоятельно и питаться твёрдой пищей. В это время детёныши при перемещениях забираются на спину матери, часто придерживаясь хвостами за её хвост, поднятый над спиной концом вперёд.
Самостоятельными молодые опоссумы становятся между 95 и 105 днём жизни, после чего всякая связь с матерью у них прекращается. Самки, наблюдавшиеся в неволе, не защищали свой выводок и позволяли забирать его из гнезда. Поскольку беременность у самок короче эстрального цикла, потеряв выводок, самка может вскоре спариться снова. Молодые самки достигают половой зрелости к 9 месяцам и в природе редко живут более 1 репродуктивного сезона. В целом, в естественных условиях продолжительность жизни виргинского опоссума редко превышает 18 месяцев; в неволе могут прожить более 7 лет. Смертность на первом году жизни высока, однако по данным исследований популяции опоссумов могут на 75 % состоять из молодняка.

### Взаимоотношения с другими видами
Естественными врагами опоссумов являются лисицы, рыжие рыси, койоты, крупные совы и другие хищные птицы. На молодняк также охотятся змеи.
Виргинские опоссумы являются носителями некоторых инфекционных заболеваний, в том числе бешенства, хоть и вероятность этого крайне мала из-за низкой температуры тела. Они выступают также в качестве одного из основных хозяев паразита-споровика Sarcocystis neurona (из подкласса кокцидий), вызывающего у лошадей и некоторых других млекопитающих опасное заболевание — саркоцистоз.

## Статус популяции
Виргинский опоссум — обычное для Северной Америки животное, из-за неприхотливости легко адаптирующееся к обитанию в местностях, населённых людьми. Подобно енотам, опоссумов часто можно наблюдать роющимися в мусоре. Одной из основных причин смертности опоссумов являются дорожные инциденты.
Известен как объект спортивной и любительской охоты (источник меха и мяса), а также как лабораторное животное. В частности, в юго-восточной части США на опоссумов традиционно охотятся как ради съедобного мяса, так и ради жёсткого меха, который идёт на изготовление верхней одежды и на отделку. Мясо опоссума употребляют и в Центральной Америке: так, в Гватемале свежёванного опоссума жарят на вертеле, жаркое приправляют соусом из тыквенных семян. Местами опоссума истребляют из-за вреда, наносимого птицеводству.
В списке Международной Красной книги виргинскому опоссуму присвоен статус LC (Least concern).

## В культуре
- Братец Опоссум (англ. Brer Possum) является одним из героев афроамериканских народных сказок из цикла про Братца Кролика, известных в литературной обработке Джоэля Харриса.
- Опоссумы оставили след и в культуре древних майя: так, в Дрезденском кодексе постклассического периода изображены в том числе и четыре бога-опоссума, символизирующих 4 стороны света (расшифровщик письменности майя Ю. В. Кнорозов считал их «богами-распорядителями»), а на вазе из частной коллекции (анализ надписей и изображений произвёл в 2008 году нидерландский майянист Эрик Бут (нидерл. Erik Boot)), росписи которой изображают двор небесного владыки и одного из верховных божеств Ицамны в качестве писца служит антропоморфный опоссум К’ин-Йас-Уч (K’in Yas 'Uch, буквально — солнечноясый Уч; значение лексемы Yas доподлинно неизвестно), на что указывает футляр с книгой в его лапах[24].
- Среди сказок коренных народов Америки, известен сюжет добычи опоссумом огня для людей, и так как он приносит огонь на своём хвосте, с тех пор он у него голый[25].
- Крэш и Эдди — братья-опоссумы, являющиеся персонажами серии мультфильмов «Ледниковый период», начиная со второй части.